# Перемиловская высота
Перемиловская высота (Перемиловские высоты) — место кровопролитных боёв во время Великой Отечественной войны с 27 ноября по 5 декабря 1941 года. Получило название по селу Перемилово Дмитровского района Московской области. Находится на левом (восточном) берегу канала имени Москвы напротив города Яхромы сразу возле моста через канал.
Это один из рубежей, на котором были остановлены немецкие войска, крайняя восточная точка их продвижения на фронтах севернее Москвы. В конце ноября 1941 года германские войска, захватив Яхрому, вплотную подошли к Дмитрову, откуда они обстреливали город. Группа вражеских танков прорвалась к Дмитрову со стороны Яхромы, но огнём советских орудий и бронепоезда были разбиты.

## Описание
Перемиловская высота представляет собой склон Клинско-Дмитровской гряды, изрезанный руслом (поймой) реки Яхрома. На вершине восточного склона гряды находится село Перемилово, на западном — село Андреевское (сейчас является частью Яхромы).
Для того чтобы оценить важность рубежа — обязательно стоит побывать на нём и своими глазами увидеть, как благодаря своим крутым склонам, растянувшимся на 2 километра вдоль канала, возвышающаяся более чем на 50 метров над каналом высота буквально нависает над яхромским мостом. Из-за своей протяжённости и изрезанности склонов высота создаёт впечатление не одной, а нескольких, поэтому частенько это место называют «Перемиловские высоты». Противоположный, западный берег канала представляет собой пологий затяжной подъём. Наступающий противник на нём — как «вошь на ладони».

## Бои на Перемиловской высоте
В конце ноября 1941 г. линия фронта приближалась к линии канала Москва — Волга. Над городами Дмитров и Яхрома стала летать немецкая авиация. Началась эвакуация предприятий и учреждений, на улицах появились патрули истребительного батальона. Население было привлечено к строительству оборонительных сооружений — окопов, противотанковых рвов и заграждений.
26—27 ноября 1941 года передовые отряды немецких войск подошли к Яхроме и Красной Поляне. К этому времени население из Яхромы уже было эвакуировано. Прифронтовой зоной стала трасса канала от станции Турист (южнее Яхромы) до Иваньковского водохранилища.
Открытый за несколько лет до войны канал им. Москвы (тогда он назывался Москва-Волга) представлял собой жизненно важную для Москвы водно-энергетическую и транспортную артерию. Вдоль его берегов проходили автомобильные и железная дороги. Сам канал и даже плывущие по нему баржи немцы не бомбили, его старались сберечь для планируемого затопления Москвы. Чтобы враг не смог использовать канал и прилегающие к нему дороги в своих целях, были взорваны башни управления на соседних третьем и четвёртом шлюзах канала, железнодорожный мост между станциями Яхрома и Турист, а также автодорожный Рогачевский мост в Дмитрове. Фермы мостов упали в русло канала, перегородив его. Оставался единственный в этом районе автодорожный мост у Яхромы, над которым с противоположного восточного берега более чем на 50 метров возвышалась вытянутая вдоль канала влево на пару километров высота.
В ночь с 27 на 28 ноября 1941 года Яхрома была захвачена, немцы перешли канал имени Москвы. Был также захвачен Красный посёлок у железнодорожной станции Яхрома.
С высоты просматривался канал им. Москвы (являвшийся дополнительной преградой врагу), прямо под самой высотой, вдоль восточного берега канала — шоссе на Дмитров, железная дорога, далее автодорожный мост через канал, на противоположном пологом берегу — город Яхрома, важный узел обороны.
Бои за Перемиловскую высоту шли 28—29 ноября 1941 года. Около 7 часов утра 28-го ноября 12-15 танков и одна-две роты пехоты противника с ходу атаковали левофланговую роту 2-го батальона 29-й стрелковой бригады, занимавшего оборону по западной окраине Яхромы. Рота, не имея никаких противотанковых средств, в том числе и ручных гранат, не выдержала танковой атаки. Немцы захватили Яхрому и устремились к селу Перемилово.
На мосту через канал немцы высадили десант, переодетый в красноармейскую форму. Десант снял часовых, охранявших мост. В результате группа немецких танков форсировала канал им. Москвы, противник закрепился на его восточном берегу, взял Перемилово и продолжил преследование отступающих. Бронетехника двинулась в сторону Дмитрова. Немцы достигли самого восточного пункта наступления севернее Москвы.
На пути врага встали красноармейцы 3-го батальона 29-й стрелковой бригады (сбр) под командованием лейтенанта Г. Лермонтова. Начался бой нескольких бойцов с двумя орудиями, прикрывавших отход войск, против 14 танков противника в сопровождении пехоты. У одной из пушек кончились снаряды, она замолчала. Немецкие военные стали усилили пулемётный огонь. К ящикам со снарядами попытался прорваться политрук Митяшев, но был сражён автоматной очередью. Согласно воспоминаниям Н. М. Белявцева, кто-то из расчёта произнёс: "— Нас в плен сейчас возьмут!— Плен смерти подобен! Огонь! — прокричал Лермонтов. И эта команда уже не давала нам времени на раздумья. Как под гипнозом меня выбросило из-за щита пушки. Подтянуть рывком, по-пластунски ящики со шрапнелью было делом одной секунды. Пушка ожила!»
Воинских частей в Дмитрове не было, однако оказавшийся на станции бронепоезд НКВД № 73 (присланный из Вербилок) под командованием капитана Малышева сумел задержать продвижение врага. Он первым вступил в бой с прорвавшимся к каналу противником. За три часа боя бронепоезд отразил пять атак противника. (Судя по картам, возможно, удар приняла на себя советская 50 сбр, а контратаки проводила 29 сбр, занимавшая окраины Дмитрова).
Командующий Первой ударной армией генерал-лейтенант Кузнецов В. И. находился в это время в Дмитрове. В телефонном разговоре с ним Верховный Главнокомандующий И. В. Сталин потребовал «отбросить захватчиков за канал».
1-я ударная армия была Армия сформирована 25 ноября 1941 г. по приказу Ставки ВГК от 15 ноября 1941 г. «путём преобразования 19-й армии 2-го формирования, находившейся в резерве Ставки ВГК». На самом деле, об истории формирования армии могут хорошо рассказать жители Сергиево-Посадского и Дмитровского районов, из числа которых и проходило формирование Первой ударной (а также местные краеведы). А формировалась она тут же, фактически, в прифронтовой полосе — под Сергиевым Посадом (тогда Загорск). О том, как в спешном порядке шёл призыв местного населения, ускоренное обучение и о том, как пешим ходом наскоро сформированные, буквально, через несколько дней пошли на фронт. На 29 ноября в состав армии входили 7 отдельных стрелковых бригад (в том числе, 29-я, 44-я, 47-я,50-я, 55-я, 56-я и 71-я), 11 отдельных лыжных батальонов, 701-й пушечный артиллерийский полк и 2 легкобомбардировочных полка.
По воспоминаниям полковника Кузнецова, сына командующего 1-й ударной армией, Василий Кузнецов «в списках претендентов на должность командарма 1-й ударной не значился». Он лежал в госпитале, когда шло обсуждение кандидатур. Василий Иванович был вызван в Ставку прямо из госпиталя, где Сталин лично объявил ему о назначении командармом. «Ну что, вы довольны назначением?», — задал вопрос Сталин. «Доволен, только армия уж очень куцая — одни лыжные батальоны, лишь одна дивизия… И какой дурак корпуса отменил!» (После Победы, когда войска под командованием Кузнецова взяли Рейхстаг и водрузили над ним Знамя Победы, Сталин неожиданно вернулся к этому разговору: «А помнишь, как ты меня дураком тогда назвал?..» Вопреки ожиданиям, никаких карательных мер не последовало. Напротив, Сталин выразил благодарность и за битву под Москвой, и за взятие Рейхстага, за что Кузнецов был удостоен звания Героя Советского Союза.)
Пока в распоряжении Кузнецова на данном участке была всего одна стрелковая бригада, растянувшаяся более чем на десять километров по фронту, дмитровский строительный батальон, бронепоезд НКВД № 73 и дивизион «катюш» с одним боекомплектом. Кузнецов принял решение атаковать противника, занявшего Перемилово, такими совершенно недостаточными силами. В Дмитров пришли «Катюши» и дали залп.
Начавшаяся около 14 часов контратака частей 29-й стрелковой бригады окончилась неудачно. Огнём пехоты и главным образом танков противник остановил наступавшие части в 300 метрах от восточной окраины Перемилова и вынудил их отойти в исходное положение. Лыжному батальону удалось выйти на восточный берег канала на левом фланге, выбив из двух деревень мелкие подразделения противника.
Наутро, 29 ноября, дождавшись подкрепления, атаку Перемилова повторили. Она была назначена на 6 часов утра. Скрытно сблизившись под покровом темноты с противником на 150—200 метров, части 29-й и 50-й стрелковой бригад под командованием полковника Субботина, командира 50-й бригады, внезапно перешли в атаку и ворвались в деревню. Потеряв несколько десятков (до роты) солдат из 14-й мотодивизии и 20 танков 7-й танковой дивизии, противник в беспорядке отошёл на западный берег канала через мост и закрепился там. Молниеносный удар на Москву с севера был сорван.
В конце декабря 1941 года в статье «Примерные артиллеристы» газета «На разгром врага» писала об этих событиях, что орудия под командованием лейтенанта Лермонтова выпустили свыше четырёх сотен снарядов. Ствол новой пушки раскалился так, что от накала на нём сгорела вся краска. На поле боя осталось около двухсот трупов немецких военных…
Для создания дополнительных препятствий наступающему противнику было решено взорвать мост через канал, который находился на нейтральной полосе и простреливался как с той, так и с другой стороны. Для выполнения поставленной задачи была направлена группа из 13 саперов. В живых остался только один. Задача была выполнена.
Но ещё существовала возможность форсировать канал по льду. Стояли морозы под —20—30°С. Лед был прочный. С помощью шлюзов часть воды из канала была спущена в реку Яхрому. Подо льдом образовалось безвоздушное пространство. Танки попытались перейти по льду канала, но провалились под лед, под которым не было воды. (По другим сведениям, лед провалился и сам). Потом воду пустили вновь, и она доломала остатки льда. Канал превратился в водную преграду шириной 80 м. Пойма рек Яхромы и Сестры на многие километры оказалась затоплена и стала дополнительной преградой для наступления противника.
Оборону на рубеже вдоль восточного берега канала им. Москвы занимали 30-я (севернее Дмитрова) и 1-я ударная (Дмитров и южнее) армии. Участники боев свидетельствуют, что, кроме регулярных частей Красной Армии, на высоте плечом к плечу стояли и погибали московские ополченцы и морские пехотинцы, сформированные из сошедших на берег матросов. Их черные шинели и тёмные бушлаты чётко выделялись на снегу. Не особо подготовленные в общевойсковом отношении, они шли в атаку в полный рост. После боя все поле обычно было усеяно черными силуэтами на белом снегу.
Им противостояли 56мк (37 мд, 14 мд, 7 тд) и 41мк (6 тд, 1 тд, 23 пд). Прямо перед Дмитровом стояла 14 мд немцев, а перед яхромским мостом — 7 тд.
С 1 по 5 декабря 1 УА и 20 А нанесли удары в стык 1 тд и 7 тд немцев (в Борносово), из р-на Деденево (южнее Яхромы, на западном берегу канала) в направлении Федоровки, в обороне вокруг которой находилась в полуокружении 133 советская стрелковая дивизия. Фронт стабилизировался, велась только артиллерийская дуэль через канал.
А на следующий день, 6 декабря началась битва за Москву советские войска перешли в наступление по всему фронту под Москвой. Всего через 10 дней после прорыва германских войск, 8 декабря Яхрома была освобождена. А уже к 10 декабря был освобожден Дмитровский район целиком. Это был первый перелом в ходе всей войны.
Именно отсюда советские войска под командованием Рокоссовского и Лелюшенко начали победное контрнаступление под Москвой.

### Новейшая история
Указом Президента Российской Федерации Дмитрия Медведева № 1534 от 28.10.2008 городу Дмитров было присвоено почётное звание Город воинской славы «за мужество, стойкость и массовый героизм, проявленные защитниками города».
1 мая 2020 года городу Яхрома присвоено почётное звание Московской области «Населённый пункт воинской доблести».

## Мемориал «Перемиловская высота»
6 декабря 1966 года, в 25-летие битвы под Москвой прямо на высоте, на самой её вершине установили памятник — бросившийся в атаку бронзовый солдат с поднятым над головой автоматом ППШ в руке на высоком сером постаменте с барельефами. Скульпторы А. Постол, В. Глебов, Н. Любимов, В.Фёдоров, архитекторы Ю. Кривущенко, А. Каминский, И. Степанов, инженер С. Хаджибаронов. Общая высота памятника 28 метров (15 метров пьедестал и 13 метров бронзовая фигура воина).
Один из его авторов Алексей Постол с детства любил рисовать, с отличием окончив школу и приехал в Москву, где стал студентом механико-математического факультета МГУ. Окончил его досрочно. Но началась война. Фронт, контузия, ранения… Тогда-то он и услышал о подвиге 28 панфиловцев под Москвой и решил: придёт время, и им поставят памятник. Как-то, увидав молодых людей с этюдниками, Алексей узнал, что это студенты Института декоративно-прикладного искусства. И решил: надо и здесь учиться. Ему объясняли, что учиться сразу в двух вузах сложно. Но он не сдавался. Его дипломной работой был проект памятника героям-панфиловцам, но первым его памятником стал бронзовый солдат с автоматом в руке на Перемиловской высоте.
Бронзовую фигуру солдата отливали в Ленинграде, на Заводе монументальной скульптуры, барельефы изготавливали в Мытищах, гранит привезли с Украины. Фигура прибыла в разобранном виде, и её монтировали на месте. Техника с трудом пробивалась по косогору. Были сомнения: не опрокинется ли фигура? Но аэродинамические испытания подтвердили: ветру с бойцом бороться бесполезно.
Памятник виден с шоссе на западном и восточном берегах канала, с моста через него и с железной дороги. Расположен памятник на западной окраине села Перемилово, куда возможен почти непосредственный подъезд к комплексу. С Перемиловской высоты открывается прекрасный вид на город Яхрома, располагающийся у подножия высоты, и окрестности.
Сама возвышенность в данном месте представляет собой длинный и высокий склон, с достаточно крутым углом наклона. Для более комфортного пешего подъёма со стороны Яхромы на склоне разбиты зигзагообразные тропинки, с небольшими обзорными площадками по пути вверх. Иначе — по прямой на склон почти не забраться. Примерно в третьей, нижней части склона, имеется также большая по размерам площадка для посетителей, в северной стороне которой расположен крупный гранитный постамент, на котором высечено пятистишие Роберта Рождественского, написанное специально по просьбе яхромчан:

Запомните:

От этого порога

В лавине дыма, крови и невзгод,

Здесь в сорок первом началась дорога

В победоносный
Сорок пятый год.

Памятник долгое время являлся единственным памятником в России, на котором было высечено имя генерала Андрея Власова. По состоянию на май 2020 года имя генерала Власова удалено с мемориальной доски.